# Lucy Orozco
Lucy Orozco é uma atriz e diretora de televisão mexicana.

## Filmografia
- Ramona (2000)
- Gente Bien (1997)
- Retrato de familia (1995)
- Las secretas intenciones (1992)
- Yo no creo en los hombres (1991)
- Teresa (1989)
- El pecado de Oyuki (1987/88)